# 2005년 대한민국의 영화
다음은 2005년에 대한민국의 영화에 관한 서술한다.

## 박스 오피스
2005년 대한민국 내에서 개봉한 영화를 대상으로 한 대한민국 박스오피스 순위이다.
| 순위 | 제목                     | 개봉일자  | 관객수 (명) | 비고 |
| ---- | ------------------------ | --------- | ----------- | ---- |
| 1    | 《웰컴투 동막골》        | 8월 4일   | 8,008,622   |      |
| 2    | 《가문의 영광 2》        | 9월 7일   | 5,635,266   |      |
| 3    | 《말아톤》               | 1월 27일  | 5,148,022   |      |
| 4    | 《공공의 적 2》          | 1월 27일  | 3,911,356   |      |
| 5    | 《 태풍》                | 12월 14일 | 3,723,752   |      |
| 6    | 《친절한 금자씨》        | 7월 29일  | 3,650,000   |      |
| 7    | 《미스터&미세스 스미스》 | 6월 16일  | 3,546,900   |      |
| 8    | 《 해리포터와 불의 잔》  | 12월 1일  | 3,473,400   |      |
| 9    | 《아일랜드》             | 7월 21일  | 3,439,900   |      |
| 10   | 《우주전쟁》             | 7월 7일   | 3,223,000   |      |

## 이벤트 및 수상
- 제6회 전주국제영화제
- 제41회 백상예술대상
- 제9회 부천국제판타스틱영화제
- 제10회 부산국제영화제
- 제42회 대종상 영화제
- 제25회 한국영화평론가협회상
- 제26회 청룡영화상
- 제28회 황금촬영상
- 제4회 대한민국 영화대상
- 제13회 춘사나운규영화예술제

## 같이 보기
- 2005년 영화
- 대한민국의 영화